# Эспозито, Франк
Франк Эспозито́ (фр. Franck Esposito: род. 13 апреля 1971 года, Салон-де-Прованс) — французский пловец в стиле баттерфляй, бронзовый призёр Олимпийских игр 1992 года, многократный чемпион Европы и Средиземноморских игр. Известен под прозвищем «Титу».

## Спортивная карьера
Франк участвовал в четырёх Олимпиадах, начиная с 1992 года, но лишь на первой Олимпиаде он выиграл свою единственную олимпийскую медаль — бронзовую награду в соревнованиях 200 м стилем баттерфляй. Следующей его вехой стало «серебро» на чемпионате мира 1998 года в австралийском Перте, где Франк уже в полуфинале установил один из рекордов в плавании. Несмотря на то, что на Олимпиадах Атланты, Сиднея и Афин и чемпионатах мира 2001 и 2003 он не завоевал каких-либо наград, в составе французской сборной он считался одним из лучших.
Известен как четырёхкратный чемпион Европы в плавании 200 м стилем баттерфляй и автор нескольких мировых рекордов. В соревнованиях на короткой воде (25 м) он установил мировой рекорд в 1:50.73, а в классических соревнованиях — европейский рекорд 1:54.62. Также в его активе 5 золотых медалей Средиземноморских игр и золотые медали чемпионатов мира и Европы по плаванию на короткой воде.
С сентября 2005 года он занимает должность главного менеджера спортивного клуба пловцов «Антиб». В 2008 году накануне Олимпиады 2008 года некоторое время проработал на радио «Монте-Карло», где вёл несколько спортивных передач и даже готовил команду радиоведущих к соревнованиям по плаванию. Также он работал комментатором на Canal+.
Участвовал в телеигре «Форт Боярд» в 1997 году, этот выпуск показывал российский телеканал «НТВ». По итогам шоу его команда выиграла 92 520 франков.

## Достижения
- 32-кратный чемпион Франции
- 4-кратный чемпион Европы
- 5-кратный чемпион Средиземноморских игр
- Серебряный призёр чемпионата мира 1998
- Бронзовый призёр летних Олимпийских игр 1992
- Двукратный рекордсмен Европы (200 м баттерфляй)
- Четырёхкратный рекордсмен мира (200 м баттерфляй на короткой воде)